# Kapel Saint Louis
De Kapel Saint Louis is een kapel in Oudenbosch in de gemeente Halderberge in de Nederlandse provincie Noord-Brabant. De kapel is onderdeel van het gebouwencomplex van Instituut Saint-Louis dat aan de Markt gelegen is. Het instituut heeft een langgerekt binnenplein met de naam Saint Louisplein, waaraan aan de zuidzijde de kapel staat. Naast het complex aan de zuidoostzijde ligt het kerkhof van het klooster.
De kapel is gewijd aan de heilige Aloysius Gonzaga.

## Geschiedenis
In 1865-1866 werd de kapel gebouwd naar het ontwerp van Florschutz die tekenleraar was aan het instituut. In 1888-1889 werd de koepel van de kapel gebouwd naar het ontwerp van C.J. Swaay. Het ontwerp van de kapel was net als de Basiliek van de H.H. Agatha en Barbara geïnspireerd op de Sint-Pietersbasiliek in Rome.
Op 3 augustus 1976 werd de kapel opgenomen in het rijksmonumentenregister.
Op 31 mei 2008 werd de kapel overgedragen van de congregatie aan een stichting die moet zorg dragen voor het behoud van en activiteiten in de kapel.

## Opbouw
De niet-georiënteerde kapel is opgetrokken in neobarokke stijl en heeft een lengte van 45 meter aan de buitenkant en 38 meter aan de binnenzijde. De voorgevel is geïnspireerd op de voorgevel van de Sint-Jan van Lateranen en bevat pilasters en een fronton. De kapel is een kruiskerk voorzien van een koepel boven de viering.

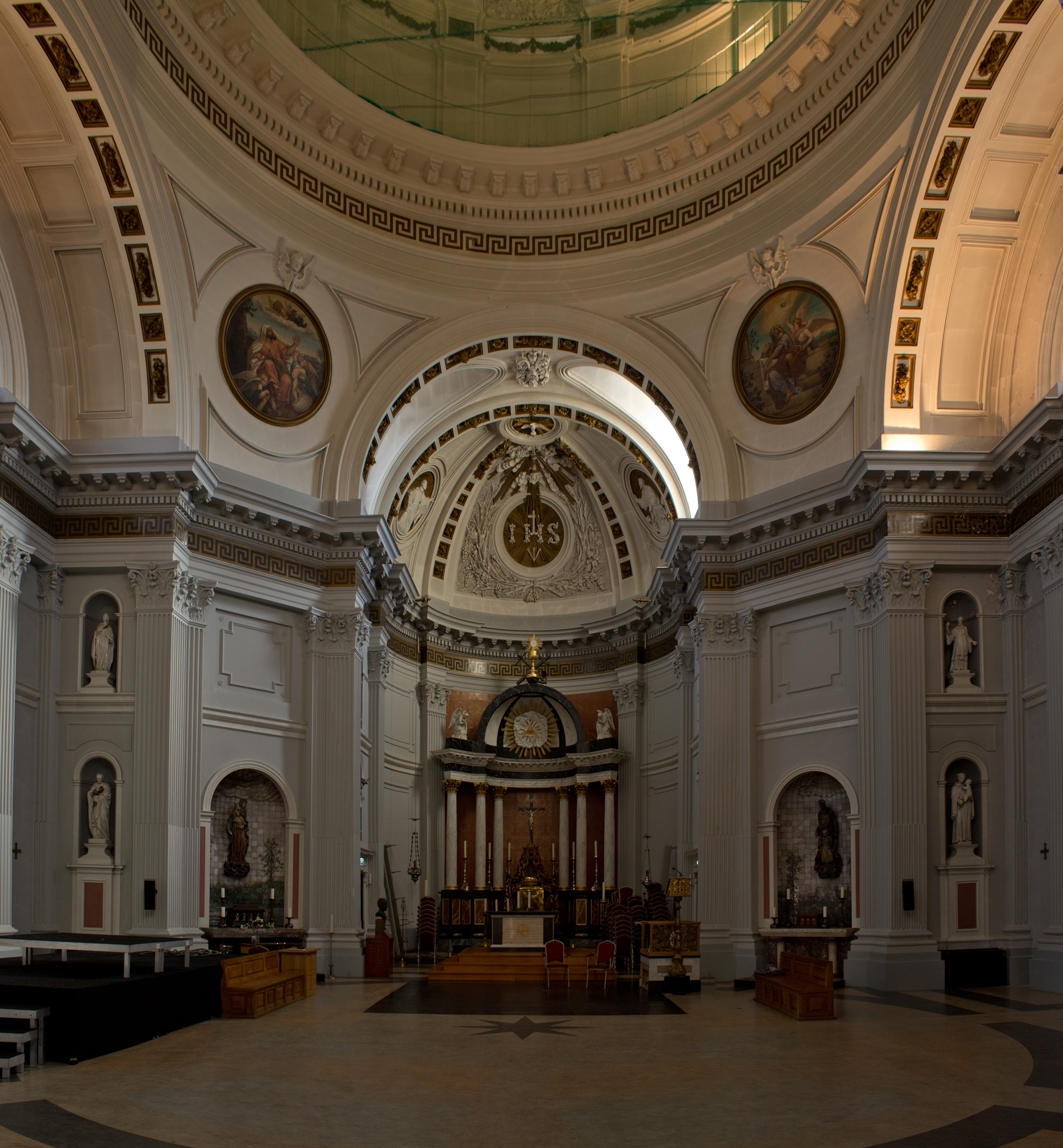
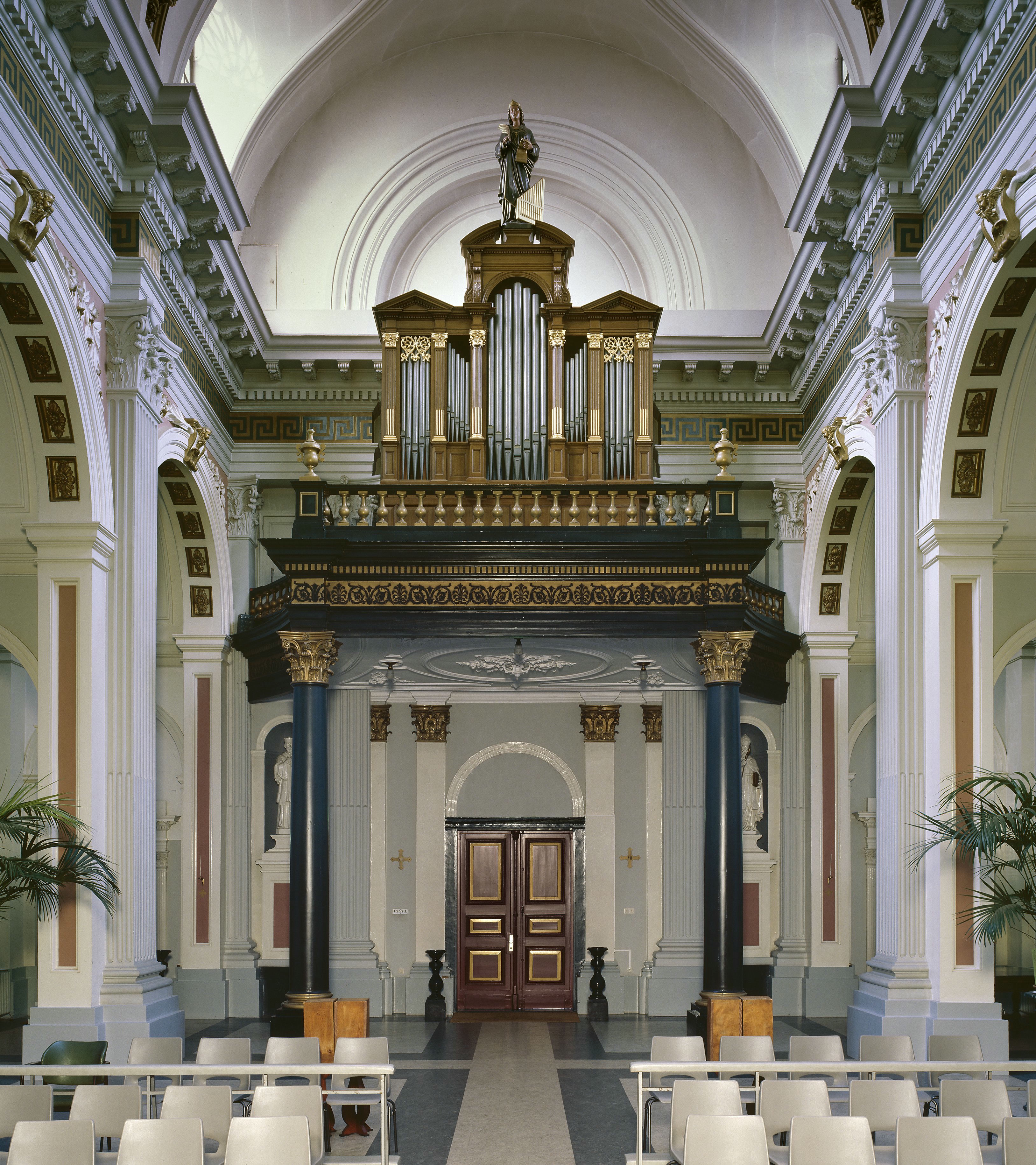